# Bärebergs landskommun
Bärebergs landskommun var en tidigare kommun i dåvarande Skaraborgs län.

## Administrativ historik
Kommunen inrättades i Bärebergs socken i Viste härad i Västergötland när 1862 års kommunalförordningar trädde i kraft. 
I kommunen inrättades 15 februari 1918 Nossebro municipalsamhälle som även hade en del i Essunga landskommun.
Vid kommunreformen 1952 uppgick landskommunen i Essunga landskommun som 1971 ombildades till Essunga kommun.